# Prince Lestat et l'Atlantide
 (juillet 2023).
Prince Lestat et l'Atlantide (titre original : Prince Lestat and the Realms of Atlantis) est un roman fantastique écrit par Anne Rice, paru en 2016 puis traduit en français et publié en 2017.

## Résumé
À la suite des évènements narrés dans Prince Lestat, le vampire Rhoshamandes se tient à l'écart de la cour de Lestat. Roland, un vampire ami de Rhoshamandes, retient prisonnier dans un cachot sous la ville de Budapest un être très particulier nommé Derek. Derek ressemble en tout point à un humain sans en être un. Il ne vieillit pas et son sang, que Roland boit au moins une fois par semaine, se renouvelle très vite. Il semble ne pas pouvoir être tué : en cas de trop forte agression, son cœur s'arrête, il cesse de respirer puis, au bout d'un certain temps, ses fonctions vitales se remettent à fonctionner. À chaque fois que Roland prend du sang à Derek, il perçoit dans ses pensées des souvenirs d'une ancienne cité magnifique et de compagnons qui semblent avoir les mêmes faculté que lui. Roland, sachant que Rhoshamandes cherche un moyen de se faire accepter à la cour de Lestat, lui propose d'utiliser Derek comme atout pour arriver à la cour avec un « trophée » et non pas comme quémandeur. Rhoshamandes accepte cette idée et il transporte Derek à travers les airs, en compagnie de Roland, jusqu'à son île Saint-Kilda, située dans l'archipel écossais. Une fois sur l'île, Rhoshamandes torture Derek afin d'avoir des informations à propos de l'ancienne cité et de ses compagnons ; il finit par lui couper un bras avec une hache. Dans la journée qui suit, le bras grandit et devient un double de Derek, que ce dernier prénomme Derux. À eux deux, ils parviennent à s'échapper puis emprunte un bateau et quitte l'île.
Quelques jours plus tard, Derek, en compagnie de ses trois anciens compagnons retrouvés, Kapetria, Garekyn et Welsh, prennent contact avec les vampires de la cour de Lestat, afin de convenir d'un rendez-vous physique. Une fois définis les termes d'une telle rencontre, les quatre « Réplimoïdes », comme ils se définissent, ainsi que quatre doubles, se présentent à la cour. Ils expliquent qu'ils ont été envoyés sur Terre il y a douze mille ans par des êtres de la planète Bravenna qui les avaient créés. Ils avaient un objectif : retrouver Amel, lui aussi envoyé sur Terre peu avant, et le détruire. Il s'avère qu'Amel a construit une cité magnifique appelée Atalantaya et les quatre Réplimoïdes, quand ils s'aperçoivent de tout ce que la cité apporte à ses habitants, prennent le parti de ne pas suivre leurs ordres. Mais une pluie de météorites, semblant provenir de Bravenna, s’abat sur la cité qui est vite engloutie sous les mers, donnant potentiellement naissance au mythe de l'Atlantide. Les quatre Réplimoïdes survivent mais ils sont séparés. Amel pour sa part meurt mais son âme survit et il devient l'esprit qui, huit mille ans plus tard, parviendra à pénétrer dans le corps d'Akasha, faisant d'elle le premier vampire.
À la fin de leur récit, les Réplimoïdes quittent les vampires en leur disant qu'ils vont essayer de permettre à Amel de vivre en dehors du corps de Lestat. Quand quelque temps plus tard ils contactent Lestat pour lui dire qu'ils pensent avoir trouvé le moyen de le faire, ce dernier accepte sans trop de résistance de prendre part à cette tentative. Kapetria se charge de l'opération et elle parvient à transférer Amel du corps de Lestat vers un corps qui ressemble à un double sans en être véritablement un.
Quelques mois plus tard, Lestat rencontre Amel dans son nouveau corps, et il semble que la séparation corporelle n'ait pas entamé l'amour et le respect qu'ils ont l'un pour l'autre.

## Éditions
- Prince Lestat and the Realms of Atlantis, Orbit, 29 novembre 2016, 458 p.  (ISBN 978-0-385-35379-3)
- Prince Lestat et l'Atlantide, Michel Lafon, 24 août 2017, trad. Éric Betsch, 528 p.  (ISBN 978-2-7499-2438-0)
- Prince Lestat et l'Atlantide, Michel Lafon Poche, 3 octobre 2019, trad. Éric Betsch, 668 p.  (ISBN 979-10-224-0379-5)